# David Andrews (football américain)
Pour les articles homonymes, voir David Andrews  (homonymie) et Andrews.
(en) Statistiques sur pro-football-reference
David Andrews (né le 10 juillet 1992 à Johns Creek en Géorgie, est un joueur américain de football américain évoluant au poste de centre. Non sélectionné lors de la draft 2015 de la NFL, il signe avec les Patriots de la Nouvelle-Angleterre avec qui il remporte les Super Bowls LI et LIII.

## Biographie

### Carrière universitaire
David Andrews joue à l'université de Géorgie de 2010 à 2014. 

### Carrière professionnelle
Non sélectionné lors de la draft 2015 de la NFL, David Andrews signe avec les Patriots de la Nouvelle-Angleterre le 2 mai 2015. Les blessures de Bryan Stork et Ryan Wendell lui offrent du temps de jeu au début de la saison 2015. Il entre dans l'effectif des 53 joueurs des Patriots et débutent la saison comme titulaire. 
Lors du camp d'entraînement de la saison 2016, Andrews gagne son duel avec Stork et devient titulaire au poste de centre. Stork est relâché par les Patriots. Il joue toutes les rencontres de la saison à ce poste, étant l'un des artisans de la victoire au Super Bowl LI des Patriots. 
Après cette saison réussie, il signe une prolongation de contrat avec les Patriots pour un montant de 11,715 millions de dollars sur trois saisons, confirmant qu'il est le centre titulaire de Tom Brady.

## Palmarès
- Vainqueur des Super Bowls LI et LIII avec les Patriots de la Nouvelle-Angleterre